# Resto-U
Resto-U, av restaurant universitaire, kallas de statsfinansierade franska restauranger där universitetsstuderande kan äta lunch och ofta även middag till kraftigt rabatterat pris.
För ett pris som i grova drag motsvarar en stor smörgås på ett kafé får studenten en enklare förrätt (sallad, ett par skivor charkvaror), en varmrätt (vanligen finns två eller tre att välja mellan), en bit ost och en efterrätt samt fritt bröd. Läsk, öl och vin säljs till självkostnadspris.

## Prisutveckling
| År                         | 1981     | 1990      | 1994      | 1996      | 1998      | 2002     | 2003     | 2004     | 2005     |
| -------------------------- | -------- | --------- | --------- | --------- | --------- | -------- | -------- | -------- | -------- |
| Statligt bidrag            | 5,60 F   | 7,40 F    | 7,40 F    | 8,91 F    | 9,20 F    | , €      | , €      | , €      | , €      |
| Studentens pris per måltid | FRF 5,60 | FRF 10,50 | FRF 12,50 | FRF 13,20 | FRF 14,10 | EUR 2,40 | EUR 2,60 | EUR 2,65 | EUR 2,70 |